# Diraphora
Diraphora – wymarły rodzaj kambryjskiego ramienionoga. Jego pozostałości znaleziono w Australii i Ameryce Północnej.